# Fundação James Beard
A Fundação James Beard é uma organização de artes culinárias nacional sem fins lucrativos sediada na cidade de Nova York, nomeada em homenagem a James Beard, um prolífico escritor, professor e autor de livros de culinária, que também era conhecido como o "Reitor da Culinária Americana". Os programas variam de elegantes jantares com chefs convidados a bolsas de estudo para aspirantes a estudantes de culinária, conferências educacionais e prêmios da indústria. Seguindo o espírito do legado de James Beard, a Fundação não apenas cria programas que ajudam a educar as pessoas sobre a culinária estadounidense, mas também apóia e promove os chefs e outros profissionais da indústria que estão por trás dela.

## História
A Fundação foi iniciada em 1986 por Peter Kump, um ex-aluno de James Beard e fundador do Instituto de Educação Culinária. Por sugestão de Julia Child, Kump comprou a casa de Beard em New York na 167 West 12th Street em Greenwich Village e preservou-a como um ponto de encontro onde o público em geral e a imprensa podem apreciar os talentos de chefs estabelecidos e emergentes. O primeiro jantar foi por sugestão de Wolfgang Puck em 1987. Puck preparou um jantar para arrecadar dinheiro e Kump mais tarde estabeleceu um evento mensal.

## Programas

### Jantares
Todos os anos, a James Beard House oferece mais de 200 jantares com chefs selecionados e aclamados que preparam menus de degustação na cozinha do Beard House. Chefs notáveis do passado incluíram Daniel Boulud, Emeril Lagasse, Nobu Matsuhisa, Jacques Pépin, Marcus Samuelsson e Charlie Trotter. Esses eventos são abertos ao público, com descontos em refeições para os membros da Fundação.

### Prêmios
O "Oscar da gastronomia" é realizado anualmente para homenagear chefs e jornalistas excepcionais. A gala é realizada na primeira segunda-feira de maio e apresenta uma cerimônia e uma recepção de degustação. Os prêmios da Fundação para jornalismo, livros e outras mídias são realizados em um dia separado. Em 2014, o conselho decidiu mudar o Restaurant and Chef Awards do Lincoln Center em Nova York para Chicago depois que Chicago apelou à fundação para mudar o evento.

### Bolsas de estudo
Em 1991, a James Beard Foundation começou a oferecer bolsas de estudo para estudantes que ingressavam em uma variedade de campos, incluindo estudos de culinária, pastelaria e panificação, hotelaria e administração de restaurantes, estudos de vinhos, nutrição e livros de receitas. Até 2018, o programa já havia concedido mais de US $ 8 milhões em ajuda financeira a 2.000 beneficiários.